# Absolute Body Control
Absolute Body Control (abrégé ABC) est un groupe belge de synthpop et musique industrielle.

## Histoire
Après avoir joué dans des petits groupes punk et new wave, Dirk forme Absolute Body Control, un projet plus influencé par le son synthpop prototype produit par des groupes comme Suicide et D.A.F. Le projet comprend à l'origine Marc De Jonghe (synthétiseurs) et Veerle De Schepper (chœurs), mais Mark est remplacé en 1981 par Eric Van Wonterghem. Le projet sort un certain nombre de cassettes, mais seulement un vinyle (Is There an Exit ?) et aucun album studio au cours de sa brève existence. Grâce à leur connexion avec Sandy Nijs — parfois collaborateur et, plus tard, membre fondateur de The Klinik — et à son implication dans le réseau international d'échange de cassettes, Absolute Body Control acquiert une plus grande popularité en dehors de la Belgique. Grâce à ces relations, Absolute Body Control se voit proposer une tournée en Norvège en 1985.
Dirk et Eric rejoignent ensuite Marc Verhaeghen au sein de The Klinik, et le duo Ivens et Van Wonterghem collabore ensuite à un certain nombre d'autres projets, notamment Sonar. Une compilation des titres d'Absolute Body Control intitulée Eat This sort finalement en 1993. Une compilation 2CD plus complète, Lost/Found, est publiée en 2005. Un coffret de 5 LP regroupant toutes leurs cassettes suit en 2007. Dirk et Eric reprennent également le projet sur scène en 2006 et continuent de tourner avec le projet. 
En 2007, 22 ans après leur séparation, Absolute Body Control se reforme et sort Wind[Re]Wind,, qui contient des versions réenregistrées de certains anciens titres ainsi que le nouvel EP Never Seen, dont un remix de The Horrorist. Deux nouveaux enregistrements sortent en 2010, Shattered Illusion et Sorrow. En 2011 sort l'album Surrender No Resistance avec un remix du projet français Millimetric (aka François-Xavier Michel de Binär Code et Digital Blood). Plus tard en 2011, le groupe fait une tournée des festivals européens avec des dates en Belgique, au Royaume-Uni, en Allemagne, en Norvège et en Pologne.
En 2013, le projet remixe des morceaux du groupe de post-punk et electrowave Section 25, notamment Microgroove sur le vinyle Invicta Max et Beating Heart sur le CD de remixes Eigengrau, sorti en 2013.

## Discographie

### Cassettes
- 1981 : Absolute Body Control
- 1982 : Numbers
- 1983 : Figures
- 1984 : Live
- 1984 : Tracks

### Albums studio
- 2010 : Shattered Illusion

### EP
- 2008 : Never Seen
- 2010 : Sorrow
- 2011 : Surrender No Resistance
- 2015 : Waving Hands
- 2018 : Slow Action
- 2021 : A New Dawn

### Singles
- 1981 : Is There an Exit?

### Compilations
- 1993 : Eat This (VUZ/Subtronic)
- 2005 : Lost/Found (Tarantulla Productions)
- 2006 : Various Artists: The Lost Tapes (Minimal Wave)
- 2007 : Tapes 81-89 (Vinyl on Demand)
- 2007 : Wind[Re]Wind (Minimal Maximal)
- 2011 : Mindless Intrusion (LP) (Minimal Maximal)
- 2016 : Forbidden Games (CD/LP) (Turntable Sounds / Sleepless Records)